# Libycosaurus
Libycosaurus ("Lagarto da Líbia")  foi um dos últimos géneros de antracoterídeos. Viveu do Mioceno médio ao superior, distribuindo-se pela África Central, África setentrional e Uganda em regiões que eram, na altura, pantanosas e com vegetação exuberante.